# Proteinossuccinilato de ferro
Proteinosuccinilato de ferro é uma substância utilizada como medicamento pertencente ao grupo e subgrupos:
- Sangue
  - Antianémicos
    - Compostos de ferro
      - Preparações orais de ferro trivalente

## Indicações
- Tratamento de anemias por défice de ferro. Administra-se habitualmente por via oral.

## Reacções adversas
- Vómitos
- desconforto epigástrico
- dor abdominal
- diarreia

Nota: Estas reacções adversas podem desaparecer se for reduzida a dose administrada.

## Contra-indicações e precauções
- Não deve ser administrado a doentes que tenham história de intolerância a preparações orais.
- Necessário cuidado em doentes com porfiria.

## Interacções
Apresenta interações com as seguintes substâncias ou grupos de substâncias:
- fluorquinolonas.
- levodopa.
- metildopa.
- penicilamina.
- tetraciclinas.
- ácido micofenólico.

## Posologia
- Adultos – 40 mg a 80 mg de ferro por dia.
- Crianças - Até 5 mg de ferro por kg por dia durante cerca de 3 meses.

## Classificação
- MSRM
- ATC – B03AB09
- CAS - 93615-44-2

## Nomes comerciais
| NOME DO MEDICAMENTO | PAÍSES ONDE É COMERCIALIZADO     |
| Ferplex             | Argentina , Espanha              |
| Fisiofer            | Brasil, Chile                    |
| Legofer             | Brasil, Grécia, Itália, Portugal |
| Fysiofer            | Grécia                           |
| Ferlatum            | Itália                           |
| Ferplex             | Itália                           |
| Ferremon            | Itália                           |
| Folinemic Ferro     | Itália                           |
| Pernexin            | Itália                           |
| Proteoferrina       | Itália                           |
| Rekord Ferro        | Itália                           |
| Ferxal              | México                           |
| Fervit              | Portugal                         |
| Fetrival            | Portugal                         |
| Ferrocur            | Espanha                          |
| Lactoferrina        | Espanha                          |